# Frängsäter

Frängsäter eller Frängsätter är en herrgård i Finspångs kommun.
Frängsäters herrgård ligger mitt emellan Rejmyre och Hävla, vid sjön Hunn.

## Historik
Frängsäter i Skedevi socken, Finspånga läns härad ägdes på 1680-talet av änkefriherrinnan Märta Natt och Dag, född Kurck (död 1698) samt därefter och till sin död av hovjägmästaren, friherre Otto Mörner (1657–1718). Frängsäter blev säteri 1774 under majoren Ernst von Posts tid. Huvudbyggnaden och den östra flygelbyggnaden är troligen från 1700-talets senare hälft. Den västra flygeln är gårdens gamla huvudbyggnad, som vid nuvarande huvudbyggnadens tillkomst flyttades till sin nuvarande plats. Den är från sent 1600-tal och fick reveterad fasad år 1800. På Frängsäter har flera generationer av Reijmyre glasbruks brukspatroner bott, med början 1825 av kaptenen Gustav von Post. En av de mer kända i släkten von Post var Gustavs brorson Hampus von Post. Han bodde på Frängsäter mellan 1852 och 1868, och var då disponent på Reijmyre glasbruk. Hampus von Post var känd som en föregångsman inom svensk kvartärgeologi.

## Källhänvisningar
1. ↑  ”Europe > Sweden > Östergötland > Finspångs Kommun > Frängsäter”. geoviwe.info. Geoview. http://se.geoview.info/frangsater,2713815. Läst 31 januari 2015.
2. ↑   Historiskt-geografiskt och statistiskt lexikon öfver Sverige; Andra Bandet. C-F. Joh. Beckman, Stockholm. 1860. sid. 385. https://runeberg.org/hgsl/2/0389.html. Läst 31 januari 2015
3. ↑  Frängsäter i Projekt Runeberg